# Font de la Vaca (Caldes de Malavella)
La Font de la Vaca és una font situada a la urbanització La Granja, al Parc de la Font de la Vaca del municipi de Caldes de Malavella (Selva). És una obra inclosa en l'Inventari del Patrimoni Arquitectònic de Catalunya.

## Descripció
És de color gris i el seu brollador està situat dintre d'una fornícula decorada amb ceràmica blanca trencada i flanquejada per pilastres motllades. A sobre de la fornícula uns esgrafiats geomètrics i una ceràmica amb el dibuix en color blau d'una vaca. Cos central coronat per una cúpula decorada amb ceràmica trencada de terra cuita vitrificada i un element de gerreria. Una cornisa petita amb dentallons separa la cúpula de la resta. Els cossos laterals tenen una petita balustrada. Al costat de la font hi ha un petit eixidor.

## Història
L'estiueig de la segona meitat del segle xix i principis del segle XX tenia un caràcter elitista, ja que es limitava als sectors benestants de la societat. Anava lligat a pràctiques curatives i també començava a ser una activitat de lleure. La millora en els mitjans de transport va contribuir a consolidar els nuclis d'estiueig cosa que tingué un fort impacte en l'urbanisme i l'economia dels pobles amb aigües termals. El parc de la Font de la Vaca forma part de l'ambiciós projecte urbanístic promogut per Miquel Picó i Jou als anys vint, de materialitzar una urbanització de caràcter residencial a nomenada "Colònia La Granja".